# 杰克·阿恩维克
杰克·阿恩维克（英語：Jak Alnwick，1993年6月17日—）是英格蘭的職業足球運動員，司職守門員，出身紐卡素，現時效力英冠俱乐部卡迪夫城。艾恩域的哥哥本·阿恩维克亦是一名門將。

## 外部連結
- 足球数据库：杰克·阿恩维克的球员统计数据